# Струнникова, Мария Григорьевна
Мария Григорьевна Струнникова — советский хозяйственный, государственный и политический деятель, Герой Социалистического Труда.

## Биография
Родилась в 1938 году в селе Новая Кубань. Член КПСС.
С 1956 года — на хозяйственной, общественной и политической работе. В 1956—1993 годах — ученица прядильщицы, прядильщица 1-го Прядильного производства Херсонского хлопчатобумажного комбината Министерства лёгкой промышленности Украинской ССР.
Указом Президиума Верховного Совета СССР от 30 апреля 1980 года присвоено звание Героя Социалистического Труда с вручением ордена Ленина и золотой медали «Серп и Молот».
Делегат XXV съезда КПСС.
Жила в Херсоне.